# ミッチ・ジョーンズ
ミッチェル・C・ジョーンズ（Mitchell C. Jones, 1977年10月15日 - ）は、アメリカ合衆国ユタ州ユタ郡出身の元プロ野球選手（内野手、外野手）。

## 経歴
2000年のMLBドラフト7巡目でニューヨーク・ヤンキースに指名されて契約。2005年にはAAA級コロンバス・クリッパーズまで昇格し27本塁打、翌2006年も21本塁打を放つものの、メジャーへの昇格はならず、10月15日にフリーエージェントとなった。
2007年1月11日にロサンゼルス・ドジャースとマイナー契約。傘下のAAA級ラスベガス・フィフティワンズでプレーしていたが、シーズン途中に右の長距離砲を求めていたNPBの北海道日本ハムファイターズに入団。ポジションは外野手であったが、日本ハムでは一塁手として起用されることが多かった。前年まで在籍した小笠原道大と新庄剛志の退団により激減したチーム本塁打数を補うために、また打線の中軸として期待されていたアンディ・グリーンの不振もあって、長打力不足を解消するための入団となったが、ドアスイングが直らず、懸念された三振の多い粗い打撃のみが目立ってしまう。そのせいもあって二軍生活が多く、結局球団史上初の連覇にはまったく貢献できなかった。それでも、9月18日に翌シーズンの契約が正式決定した。球団フロントは「日本の野球に慣れれば成績は上向く」と判断して、2年契約を打ち切らずに翌年の戦力構想に残すとしていた。
2008年はオープン戦から比較的好調を維持していたが、開幕直前に脇腹を痛めて二軍スタートとなった。その後、4月11日に一軍登録され、その日の対千葉ロッテマリーンズ戦（千葉マリンスタジアム）6番・左翼手で即先発出場し、2安打を放ち、更に決勝のホームを踏んだ。しかし、三振の多い粗い打撃が解消されることはなく、2年目もチームに貢献できなかった。
同年6月9日、球団から退団が発表され、事実上の解雇となった。同日アメリカへ帰国、ラスベガス・フィフティワンズに復帰した。その後、傘下のAAA級チームがアルバカーキ・アイソトープスに変更になったために移籍した。
2009年はAAA級でホームランを35本を放ち本塁打王を獲得した。また、同年にロサンゼルス・ドジャースでメジャーデビューを果たしている。
2010年はアトランタ・ブレーブス傘下のAAA級グウィネット・ブレーブスでプレー。7月30日、金銭トレードでピッツバーグ・パイレーツに移籍。移籍後はAAA級インディアナポリス・インディアンスでプレーした。

## 人物
応援歌はかつてのマイク・イースラーのものが受け継がれたが、イースラーは前所属のドジャース傘下のAAA級ラスベガス・フィフティワンズで打撃コーチを務めており、ジョーンズは訪日直前にイースラーから日本野球についてレクチャーを受けている。
二軍の本拠地であるファイターズ鎌ケ谷スタジアムでは自主的にグラウンドの水まきを行ったり、誰よりも熱心に練習に励んだりと、その人柄を見せていた。映画「インディ・ジョーンズ」の主題曲「レイダース・マーチ」に歌詞が充てられた応援歌も作られ、一軍では登場曲にこの曲を使っていた。

## 詳細情報

### 年度別打撃成績
| 年 度    | 球 団    | 試 合 | 打 席 | 打 数 | 得 点 | 安 打 | 二 塁 打 | 三 塁 打 | 本 塁 打 | 塁 打 | 打 点 | 盗 塁 | 盗 塁 死 | 犠 打 | 犠 飛 | 四 球 | 敬 遠 | 死 球 | 三 振 | 併 殺 打 | 打 率 | 出 塁 率 | 長 打 率 | O P S |
| -------- | -------- | ----- | ----- | ----- | ----- | ----- | -------- | -------- | -------- | ----- | ----- | ----- | -------- | ----- | ----- | ----- | ----- | ----- | ----- | -------- | ----- | -------- | -------- | ----- |
| 2007     | 日本ハム | 30    | 102   | 94    | 3     | 15    | 6        | 1        | 1        | 26    | 7     | 1     | 0        | 1     | 1     | 4     | 0     | 2     | 32    | 2        | .160  | .208     | .277     | .485  |
| 2008     | 日本ハム | 8     | 27    | 27    | 2     | 3     | 1        | 0        | 0        | 4     | 0     | 0     | 0        | 0     | 0     | 0     | 0     | 0     | 10    | 0        | .111  | .111     | .148     | .259  |
| 2009     | LAD      | 8     | 15    | 13    | 1     | 4     | 1        | 0        | 0        | 5     | 0     | 0     | 0        | 0     | 0     | 0     | 0     | 2     | 6     | 0        | .308  | .400     | .385     | .785  |
| NPB：2年 | NPB：2年 | 38    | 129   | 121   | 5     | 18    | 7        | 1        | 1        | 30    | 7     | 1     | 0        | 1     | 1     | 4     | 0     | 2     | 42    | 2        | .149  | .188     | .248     | .435  |
| MLB：1年 | MLB：1年 | 8     | 15    | 13    | 1     | 4     | 1        | 0        | 0        | 5     | 0     | 0     | 0        | 0     | 0     | 0     | 0     | 2     | 6     | 0        | .308  | .400     | .385     | .785  |

### 記録
NPB
- 初出場・初先発出場：2007年6月29日、対オリックス・バファローズ10回戦（京セラドーム大阪）、6番・一塁手で先発出場
- 初安打・初打点：2007年6月30日、対オリックス・バファローズ11回戦（京セラドーム大阪）、4回表に近藤一樹から左翼線適時二塁打
- 初本塁打：2007年7月3日、対西武ライオンズ9回戦（札幌ドーム）、8回裏に小野寺力から左越ソロ
- 初盗塁：2007年7月13日、対東北楽天ゴールデンイーグルス13回戦（フルキャストスタジアム宮城）、2回表2死に二盗（投手：アダム・バス、捕手：嶋基宏）

MLB
- 初出場：2009年6月16日、対オークランド・アスレチックス戦（ドジャー・スタジアム）、7回裏にロナルド・ベリサリオの代打として出場し、マイケル・ワーツの前に空振り三振
- 初先発出場：2009年6月19日、対アナハイム・エンゼルス戦（エンゼル・スタジアム）、9番・指名打者で先発出場
- 初安打：2009年6月23日、対シカゴ・ホワイトソックス戦（USセルラー・フィールド）、8回表にマット・ソーントンから左翼線へ二塁打

### 背番号
- 15 （2007年 - 2008年）
- 17 （2009年）